# On AG
Az On AG egy zürichi székhelyű svájci vállalat, melynek fő tevékenysége futócipők tervezése és fejlesztése.

## Története

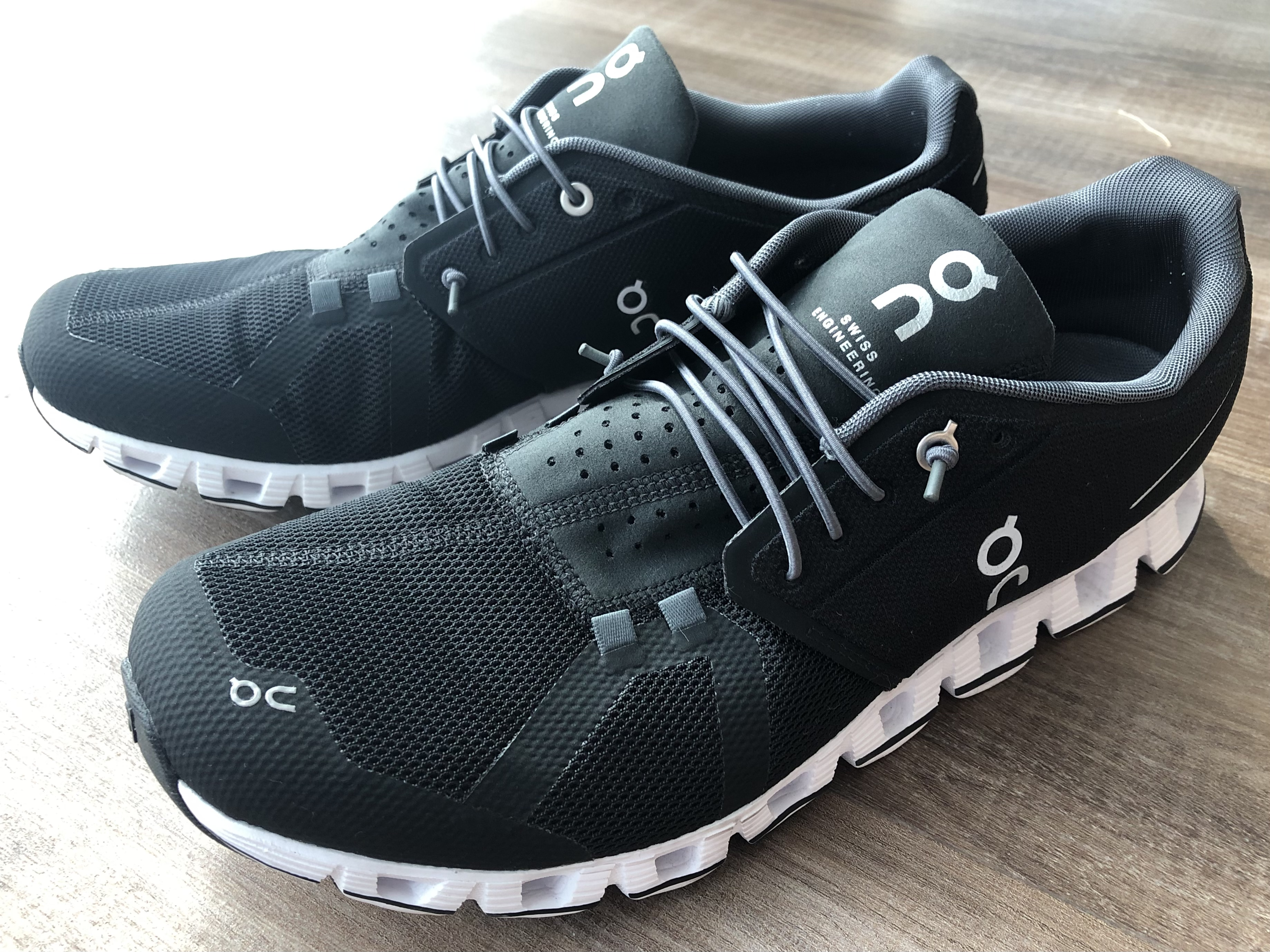
On Cloud

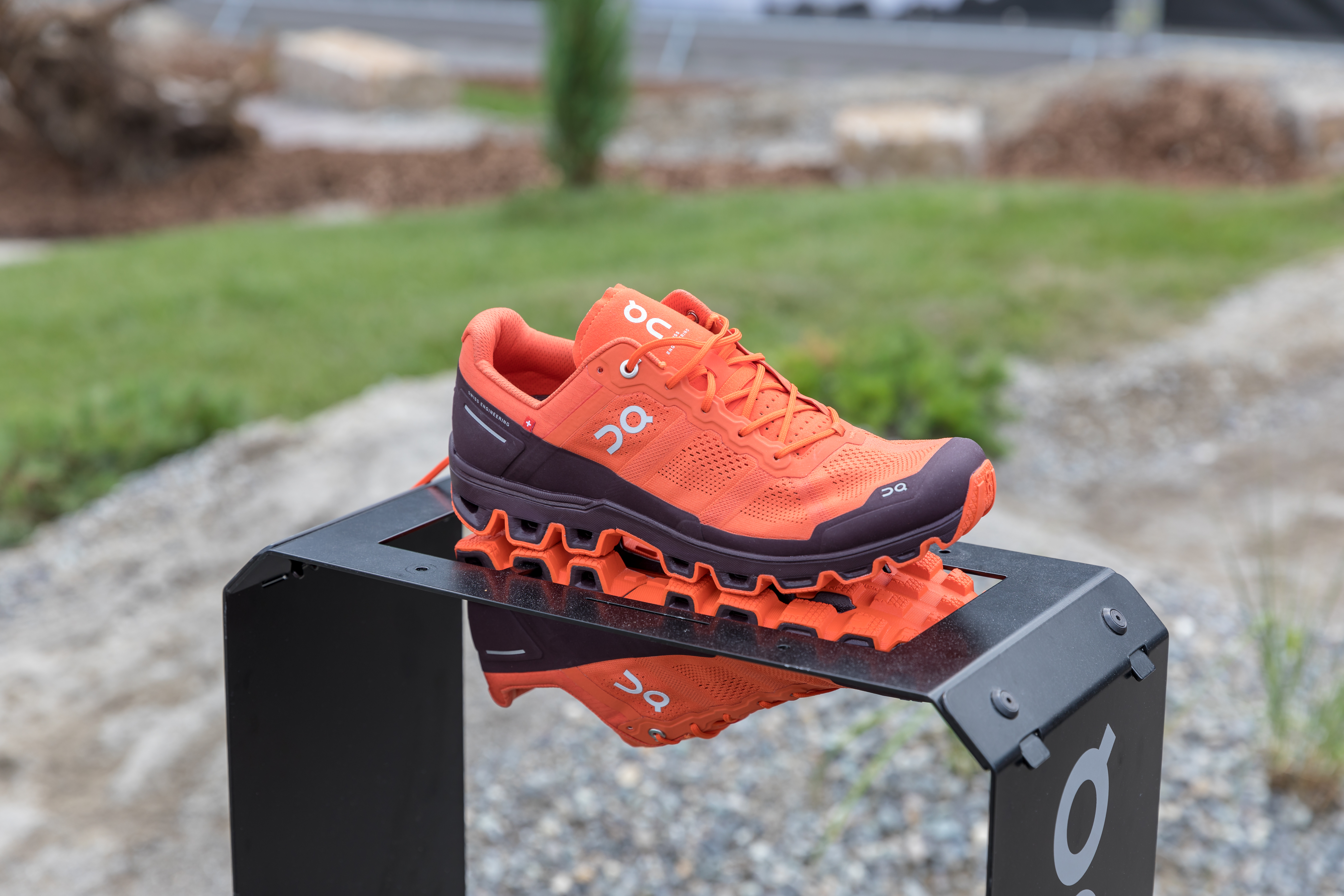
On Cloudventure terepfutócipő

Az On AG-t sportszergyártó cégként jegyeztették be 2010-ben. Az alapítója a többszörös duatlon és Ironman világbajnok svájci Olivier Bernhard volt, akinek alapítótársai voltak David Allemann és Caspar Coppetti. A cég legfőbb terméke egy olyan CloudTec-nek nevezett csillapítási rendszer, mely a cég közlése szerint futás során különleges előnyöket biztosít a viselője számára. A CloudTec ötlete Bernhardtól származott, aki egy kerti öntözőslaggal hajtott végre kísérleteket, azt vizsgálva, hogy annak alakját miként lehetne felhasználni egy teljesen újfajta csillapításhoz. Ennek lényege, hogy az On összes modelljénél alkalmazott „felhők” (angol: clouds) sora csillapító hatást biztosít talajéréskor miközben összezárnak, összezáródás után pedig stabil alapot biztosítanak a következő lépéshez való elrugaszkodáshoz. A HYPEBEAST internetes portálnak Edouard Coyon, az On cipőgyártási menedzsmentjének vezetője erről így nyilatkozott: „Ennek előnye alapvetően az, hogy a felépítése segít ráhangolni a csillapítást a lágyabb talajéréshez. A cipő elején lévő felhők összenyomódása erős és stabil alapot hoz létre az elrugaszkodáshoz.”
Még 2010-ben értékesítették a cég első cipőit. 2012-ben a cég Cloudracer névvel bocsátott ki futócipőt, és ezt a modellt viselte a 2012-es olimpián aranyérmet szerző svájci triatlonista, Nicola Spirig.
A cég termékei 2013-ban jelentek meg az USA, 2015-ben Japán piacán. 2017-ben már több mint 50 országban voltak kaphatók. Eközben a cég 10 millió dollár értékű forgalmat bonyolított. 2019-ben a Svájcban értékesített futócipők 40%-a az On termékei voltak, ugyanekkor a német piac 10%-át tudhatták magukénak.
Roger Federer 2019 novemberében lett résztulajdonosa és reklámarca az On AG-nek, a 2021-es Qatar ExxonMobil Open 2021 tenisztornától kezdve az On cipőit viselte a mérkőzésein. Őrá utalva a cég The Roger névvel limitált szériás életstílus cipővel állt elő 2020 júliusában. Carlos Alberto Sicupira és Jorge Paulo Lemann fia, Marc Lemann is a vállalat részvényesei közé tartoznak, együttesen több mint 14%-át birtokolva. Az On partnere a svájci olimpiai csapatnak és hivatalos mezszállítója volt a tokiói nyári olimpián.
2020 közepére a világ 55 országában mintegy 6000 árusítóhelyen lehetett hozzájutni az On termékeihez. A legnagyobb piaca az Egyesült Államok volt, ahol az NPD piackutató felmérése szerint a minőségi futócipők eladásaiból 6,6%-kal részesedtek ebben az évben.
2021 augusztusában a vállalat 883 alkalmazottat foglalkoztatott, körülbelül felét Svájc területén. A lábbeliket vietnámi és indonéziai beszállítók készítik el. A sajtóban megjelent adatok szerint az On Svájcban 50%-os részesedéssel a futócipők piacának legjelentősebb szereplője. Olivier Bernhard társalapító szerint ezen a téren az eladásokat tekintve megelőzték az Adidast. A futócipők mellett az On szabadidőcipőket, túracipőket és ruházati cikkeket állít még elő. Az Egyesült Államokban a cég a nyeresége mintegy 50%-át a ruházati termékek értékesítéséből szerzi.
Az On 2021 nyarán nyújtotta be a kérvényét a New York-i tőzsdén való bejegyzéshez. Ekkor hozta nyilvánosságra első ízben a pénzügyi számait. 2021 első félévének forgalma 315,5 millió svájci frankra rúgott, a nyereség 3,8 millió frankot tett ki. A 2020 első félévéhez viszonyítva a forgalma 85%-kal nőtt.
2022. március 31-én jött elő a cég a Cloudmaster modellel, ami a korábbiak továbbfejlesztése volt nagyobb talppal. A Wall Street Journal újságírója, Jacob Gallagher „maximalista sportcipőként” jellemezte és úgy vélte, hogy nagyban hasonlít a Hoka One One modelljéhez, melyet „a specializált futócipőpiacon az On egyik legnagyobb versenytársának” nevezett.

## Szponzorációk

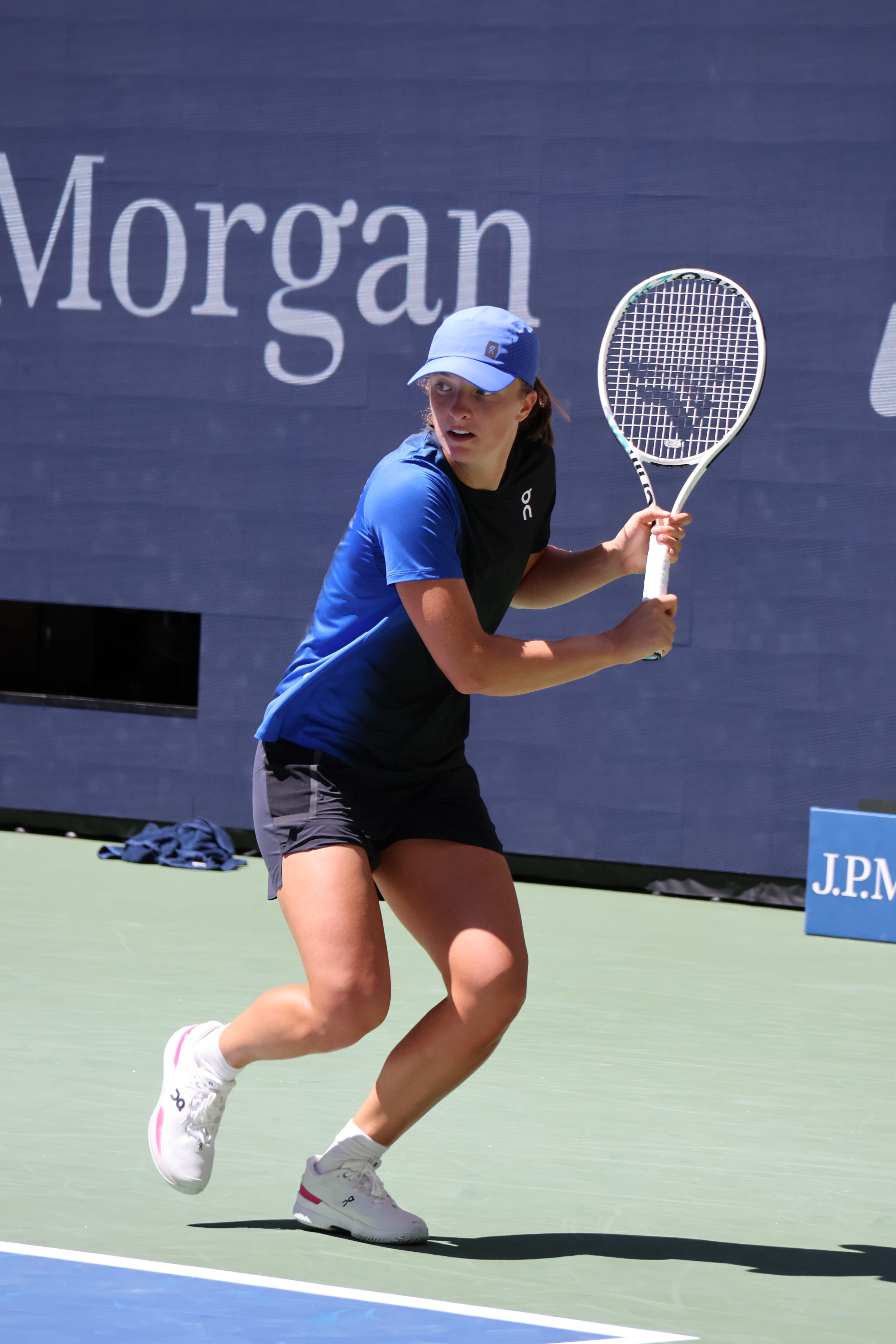
Iga Świątek az On szerelésében

Az On hozta létre és szponzorálja az On Athletics Club nevű professzionális futó csoportosulást, melynek edzője Dathlan Ritzenhein és melynek tagjai között több olimpiai résztvevő futó is van. A cég készített cipőket bobosok számára is a 2022-es téli olimpiára.
2022-ben Davis Kilgore amerikai professzionális futó és rekordtartó versenyez az On Running cipőiben és nyújt segítséget a vállalat munkájához.
2023 márciusában az On bejelentette, hogy szponzorációs szerződést kötött a női világranglista első helyezettjével, Iga Świątekkel, valamint Ben Sheltonnal.

## Fordítás
- Ez a szócikk részben vagy egészben  az   On AG című német Wikipédia-szócikk ezen változatának fordításán alapul.  Az eredeti cikk szerkesztőit annak laptörténete sorolja fel. Ez a jelzés csupán a megfogalmazás eredetét és a szerzői jogokat jelzi, nem szolgál a cikkben szereplő információk forrásmegjelöléseként.
- Ez a szócikk részben vagy egészben  az   On (company) című angol Wikipédia-szócikk ezen változatának fordításán alapul.  Az eredeti cikk szerkesztőit annak laptörténete sorolja fel. Ez a jelzés csupán a megfogalmazás eredetét és a szerzői jogokat jelzi, nem szolgál a cikkben szereplő információk forrásmegjelöléseként.